# Sociedad Deportivo Quito
Sociedad Deportivo Quito is een voetbalclub uit Quito, Ecuador, die uitkomt op het hoogste niveau. De club werd opgericht op 9 juli 1940 onder de naam Sociedad Deportivo Argentina, als hommage aan het Argentijnse voetbal. In 1955 werd de naam veranderd in Sociedad Deportivo Quito na een besluit dat voetbalclubs niet de naam van een land mochten dragen. De club wist in zijn bestaan vijf keer landskampioen te worden, de laatste keer in 2011. De clubkleuren zijn, net als van de stad Quito, rood en blauw.

## Stadion
Deportivo Quito speelt zijn thuiswedstrijden net als Club Deportivo El Nacional in het Estadio Olímpico Atahualpa, waar ook het Ecuadoraans voetbalelftal regelmatig interlands speelt.

## Erelijst
- Campeonato Ecuatoriano (5)

1964, 1968, 2008, 2009, 2011
- Serie B

1980 [A]

## Bekende (oud-)spelers
- Álex Aguinaga
- Marlon Ayoví
- Héctor Carabalí
- Cléber Chalá

- Iván Kaviedes
- Edison Méndez
- José Rivera
- Ivo Ron

- Byron Tenorio
- Manuel Uquillas
- Eduardo Vilarete
- Edwin Villafuerte

## Kampioensteams
- 1964 — Esteban Allende, José Romanelly, César Muñoz, Stalin Charpantier, Mario Galárraga, Guido Guerrero, César Pardo, Héctor Torres, Bolívar Vivero, Kléber Ordóñez, César Calvache, Francisco Contreras, Juan Molina, Walter Prieto, Hugo Lencina, Tabaré Suárez en Ernesto Guerra.
- 1968 — Luis Alberto Aguerre, Lincoln Utreras, Arturo Alvarado, Héctor de los Santos, Ramón Valencia, Mario Galárraga, Segundo Álava, José Sánchez, Óscar Barreto, Víctor Manuel Battaini, Francisco Contreras, Martín Erazo, Edmundo Proaño, Luis Veloz, Leonel Iturralde, Gonzalo Calderón, Víctor Solarte en Jorge Benítez.
- 2008 — Oswaldo Ibarra, Franklin Corozo, José Luis Cortez, Luis Checa, Daniel Mina, Edwin Tenorio, Michael Castro, Mauricio Donoso, Oswaldo Minda, Luis Saritama, Walter Calderón, Léider Preciado, Martín Mandra, Martín Andrizzi, Darío Caballero, Carlos Saucedo, Wilfrido Vinces en Ronald de Jesús. Trainer-coach: Carlos Sevilla.
- 2009 — Oswaldo Ibarra, Luis Checa, Giovanni Caicedo, Iván Hurtado, Pedro Esterilla, Michael Castro, Daniel Mina, Ángel Escobar, Luis Saritama, Mauricio Donoso, Marcos Pirchio, Michael Arroyo, Edwin Tenorio en Iván Borghello.
- 2011 — Marcelo Elizaga, Luis Checa, Jayro Campos, Isaac Mina, Pedro Velasco, Oswaldo Minda, Álex Bolaños, Ángel Escobar, Luis Saritama, Fidel Martínez, Maximiliano Bevacqua, Byron Cano, Pedro Esterilla, Matías Alustiza en Michael Jackson Quiñónez.